# Christuskirche (Fehring)
Die Christuskirche ist die evangelische Gemeindekirche von Fehring in der Steiermark. Sie gehört als Predigtstelle der Christuskirche Feldbach der Evangelischen Superintendentur A. B. Steiermark an.

## Architektur
Die 1962 erbaute Fehringer Christuskirche ist in betont traditioneller Weise als ein hausartig einfaches Kirchenbauwerk mit Satteldach und einem Firstdachreiter gestaltet. Den von einem holzverkleideten offenen Dachstuhl geschlossenen Kirchenraum beherrscht die Altarwand mit dem 1963 von Stefan Maitz geschaffenen Fresko des auf das leere Grab der Auferstehung Jesu Christi  weisenden Engels und der Verheißungsspruch „Ich bin die Auferstehung und das Leben“ (Johannes 11,25–26 ).